# جبهه میهنی مانوئل رودریگز
جبهه میهنی مانوئل رودریگز (اسپانیایی: Frente Patriótico Manuel Rodríguez‎) ; (FPMR)، یا جبهه ال فرانت، به گروهی شبه نظامی با عقاید مارکسیست-لنینیستی در شیلی گفته می‌شود که در سال ۱۹۸۳ تأسیس شد.
این گروه در ابتدا جناح مسلح حزب کمونیست شیلی بود که به منظور سرنگونی رژیم آگوستو پینوشه تشکیل شده بود. این گروه توسط وزارت امور خارجه ایالات متحده و سرویس اطلاعاتی مخفی بریتانیا به عنوان یک گروه تروریستی شناخته می‌شد. تعداد رزمندگانی که در این گروه فعالیت داشتند بین ۱۰۰۰ تا ۱۵۰۰ نفر برآورد می‌شدند.

## فعالیت‌ها
در هفتم سپتامبر سال ۱۹۸۶ بعد از چندین ماه طراحی، جبهه میهنی مانوئل رودریگز در یک طرح عملیاتی خودرو حامل ژنرال پینوشه دیکتاتور شیلی را هدف قرار داد. در این عملیات پنج تن از محافظان پینوشه کشته شدند و یازده نفر دیگر جراحت برداشتند ولی پینوشه تنها زخم سطحی برداشت. در این خودرو نوه ده ساله پینوشه همراه او بود که سالم باقی ماند. در سال ۱۹۸۶ نیروهای امنیتی شیلی یک محموله ۸۰ تنی تسلیحات متعلق به این گروه را در دریا توقیف کرد. در این محموله مقادیری مواد انفجاری سی۴، موشک‌های آر پی جی۷ و موشک اندازهای ام ۷۲ و بیش از ۳۰۰۰ تفنگ ام ۱۶ وجود داشت.
شکست طرح نظامی جبهه میهنی مانوئل رودریگز باعث شد که در داخل این گروه بحران ایجاد شود. این بحران باعث شد که گروه از حزب کمونیست شیلی جدا شود و به صورت خود مختار عمل کند.

## پس از انتقال به دمکراسی
بعد از استقرار دموکراسی در شیلی در سال ۱۹۹۰ عمده‌ترین فعالیت‌های نظامی این گروه روی تهاجم به کلیساها و آدم‌ربایی تمرکز یافت. آن‌ها کریستین ادواردز پسر صاحب روزنامه ال مرکوریو عمده‌ترین روزنامه شیلی را ربودند. علاوه بر این آن‌ها صاحبان شرکت‌های بزرگ آمریکایی در شیلی مانند مک دونالد و کنتاکی را نیز هدف آدم‌ربایی قرار دادند.

## درخواست پناهندگی
در سال ۲۰۰۵ پاتریسیو اورتیز یکی از رهبران این جبهه در سوئیس درخواست پناهندگی کرد. او در شروع دوران انتقال به دموکراسی در شیلی یک افسر پلیس را در سال ۱۹۹۱ ترور کرده بود و به همین اتهام به ۱۰ سال زندان محکوم شده بود. پاتریسیو اورتیز در سال ۱۹۹۶ از زندان فرار کرد و یک سال بعد در سوئیس بود. پس از درخواست استرداد شیلی، او توسط مقامات سوئیس بازداشت شد، ولی سوئیس او را مسترد نکرد چرا که احتمالاً به دلیل شکنجه شدن توسط دولت شیلی سلامتی او در خطر قرار می‌گرفت و علاوه بر این براساس کنوانسیون حقوق بشر اروپا این استرداد عملی نبود. مقامات سوئیس او را آزاد کردند و به او حق پناهندگی دادند.